# Monbahus
Monbahus település Franciaországban, Lot-et-Garonne megyében. Lakosainak száma 628 fő (2022. január 1.). Monbahus Montastruc, Villebramar, Beaugas, Montignac-de-Lauzun, Monviel, Moulinet, Pinel-Hauterive és Tombebœuf községekkel határos.

## Népesség
A település népességének változása:
| Lakosok száma | 863  | 709  | 695  | 669  | 616  | 606  | 596  | 615  | 625  | 628  |
|               | 1968 | 1982 | 1990 | 2006 | 2013 | 2015 | 2017 | 2019 | 2020 | 2022 |